# Pilea vegasana
Pilea vegasana är en nässelväxtart som beskrevs av Ellsworth Paine Killip. Pilea vegasana ingår i släktet pileor, och familjen nässelväxter. Inga underarter finns listade i Catalogue of Life.